# ایمان العاصی
ایمان العاصی (عربی: إيمان العاصي؛ زادهٔ ۲۸ اوت ۱۹۸۵) هنرپیشه، و بازیگر سینما و تلویزیون اهل مصر است.